# نانسي فريدمان أتلاس
نانسي فريدمان أتلاس (بالإنجليزية: Nancy Friedman Atlas)‏ هي محامية وقاضية أمريكية، ولدت في 1949 في نيويورك في الولايات المتحدة.